# رنغيندة
رنغيندة هي قرية في مقاطعة أصفهان، إيران. يقدر عدد سكانها بـ 148 نسمة بحسب إحصاء 2016.